# Valperga (livro)

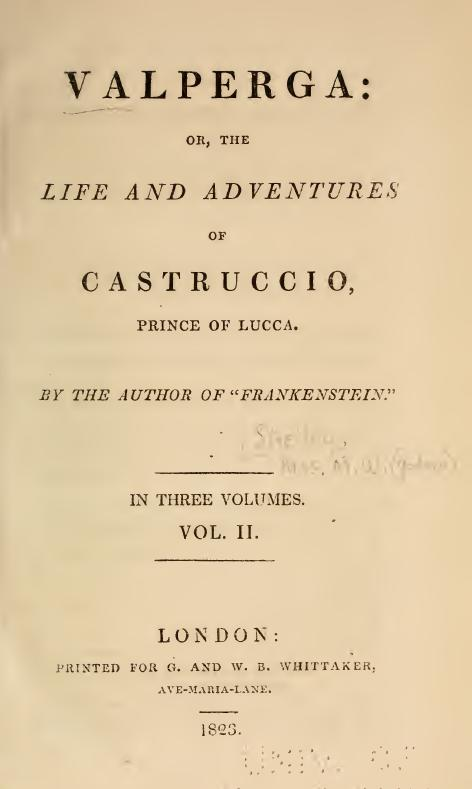
Página de título a partir do segundo volume de Valperga

Valperga: ou, a Vida e as Aventuras de Castruccio, o Príncipe de Lucca /vɔːlˈpɛərɡə/ é um romance histórico de 1823 da romancista Mary Shelley, situado entre as guerras dos Guelfos e Gibelinos (o último dos quais ela escreveu "Ghibelinos".)

## Detalhes da publicação
O título original de Mary Shelley  é agora o subtítulo; Valperga foi escolhido pelo seu pai, William Godwin, que editou a obra para publicação, entre 1821 e fevereiro de 1823. Suas edições, salientou a protagonista feminina e encurtou o romance.

## Resumo do enredo
Valperga é um romance histórico que relata as aventuras do déspota Castruccio Castracani, no início do século XV, uma verdadeira figura histórica que tornou-se o senhor de Lucca e conquistou Florença. No romance, seus exércitos ameaçam a fictícia fortaleza de Valperga, regida pela Condessa Eutanásia, a mulher que ele ama. Ele força a escolher entre os seus sentimentos por ele e liberdade política. Ela escolhe o último, e acaba morrendo. 

## Temas
Através da perspectiva histórica medieval, Mary Shelley fala sobre um problema vivo na Europa pós-Napoleônica, o direito das comunidades se redigirem de forma autônoma, a liberdade política em face da invasão imperialista. Ela se opõe a ganância compulsiva de Castruccio da conquista para uma alternativa, o governo de Eutanásia em Valperga nos princípios de razão e sensibilidade. Nas visões recentes de Valperga pelo editor Stuart Curran, o trabalho representa uma versão feminista de Walter Scott, e frequentemente masculino o gênero  romance histórico. Os críticos modernos chamam a atenção para o republicanismo de Mary Shelley, e seu interesse em questões de poder político e de princípios morais.

## Recepção
Valperga obteve críticas muito positivas, mas ele foi julgado como uma história de amor, sua política e quadro ideológico esquecido. Não foi, no entanto, republicado na vida de Mary Shelley, e mais tarde ela afirmou que nunca teve o "fair-play". Recentemente, Valperga tem sido elogiado por sua forma narrativa sofisticada e a sua autenticidade nos detalhes.